# 齐乐互动
齐乐互动，全稱齐乐互动（北京）科技有限公司是一家總部位於中華人民共和國北京市海淀区的電子遊戲開發商和發行商，主要開發社交遊戲。2011年被熱酷收購，員工全部合併到熱酷旗下開發團隊中。

## 歷史
齊樂互動的創始人顧智龍畢業於清華大學計算機系，2006年成為第一個在Google總部工作的中國學生，2008年顧智龍在中國大陸建立團隊開發社交遊戲，夏天就在中國大陸社交網站人人網發佈過幾個遊戲，遊戲憑藉著Google AdSense獲得收益。2009年，顧智龍成立齊樂互動，公司英文名為HappySNS，是寄望公司的產品能讓人們在SNS（社交網絡網站）上感到歡樂，公司成員大多來為清華、北大畢業生或者任職過盛大遊戲和百度等公司。公司成立後在人人網推出遊戲《海底總動員》，獲得極大人氣。
2010年騰訊社區開放平台，吸引了一大批社交遊戲開發公司進駐，齊樂互動將遊戲《海底總動員》改名《夢幻海底》登入QQ空間，是當時少數登入QQ空間的遊戲，之後齊樂互動積極聽取QQ用戶的反饋，每週都對遊戲進行優化調整，至12月，《夢幻海底》的活躍用戶數量就超過1000萬，每月收益達500萬人民幣。同年，齊樂互動也積極發展海外市場，推出遊戲《Animal World》。顧智龍認為社交遊戲的主要市場為日本手機市場、中國大陸騰訊和美國Facebook，齊樂互動未來會以Facebook為主要方向，並計劃明年開始嘗試製作行動端遊戲。至2011年8月，齊樂互動成為騰訊平台上第三方遊戲中，用戶量最大的開發商，遊戲在中國大陸安裝量達到1億2千萬，全世界遊戲安裝量超過1億5千萬，每月活躍用戶3000萬。
2011年12月熱酷宣佈以2000萬美元收購齊樂互動，憑藉這次收購，熱酷成為中國大陸最大的社交遊戲公司。2012年熱酷完成了對齊樂互動的整合，齊樂互動的員工都分配到熱酷既有的開發團隊中，高管進入熱酷管理層。